# 小行星4047
小行星4047（4047 Chang'E），又称为嫦娥星，是由紫金山天文台在1964年10月8日发现的主带小行星。
小行星以中国神话人物嫦娥命名。